# Affaire des poseurs de bombe
L'affaire des poseurs de bombe (affaire du Bommeleeër en luxembourgeois) est une série d'attentats terroristes ayant frappé le Grand-duché de Luxembourg entre 1984 et 1986, très probablement  dû au réseau stay-behind. Cette affaire a fait l'objet d'une procédure judiciaire.

## Histoire
Cette série d'attentats effectués avec des explosifs volés dans des carrières a été rapprochée par certains de l'affaire des tueries du Brabant en Belgique, bien que la violence des attentats luxembourgeois ait été bien moindre. Il y eut cinq blessés au total.
Chronologie des attentats :
- 30 mai 1984 : pylône de la société Cegedel - Beidweiler
- 2 juin 1984 : pylône de la société Cegedel - Beidweiler
- 12 avril 1985 : Ferienhaus - Bourscheid (sans lien certain avec les autres affaires)
- 27 avril 1985 : pylône de la société Cegedel - Stafelter
- 7 mai 1985 : pylône de la société Cegedel - Schléiwenhaff
- 27 mai 1985 : Gendarmerie Centrale - Verluerekascht, Luxembourg
- 29 mai 1985 : pylône de la société Cegedel - Itzig
- 23 juin 1985 : société de l’Usine à gaz à Hollerich, Luxembourg
- 5 juillet 1985 : Dispositif piège - Blaschette
- 5 juillet 1985 : casemates de l'ancienne forteresse de Luxembourg - Luxembourg
- 26 juillet 1985 : Luxemburger Wort, principal journal quotidien du pays - Gasperich, Luxembourg
- 29 août 1985 : bureau de police des Glacis, Luxembourg
- 29 août 1985 : Ponts & Chaussées - Glacis, Luxembourg
- 30 septembre 1985 : piscine olympique - Kirchberg, Luxembourg
- 20 octobre 1985 : palais de Justice - Luxembourg
- 9 novembre 1985 : aéroport de Luxembourg-Findel
- 30 novembre 1985 : pylône de la société Cegedel - Grünewald
- 2 décembre 1985 : bombe sur l'autoroute, lors de la rencontre des États européens et des chefs de gouvernement - Kirchberg, Luxembourg
- 17 février 1986 : domicile du notaire Camille Hellinckx - Cents, Luxembourg
- 25 mars 1986 : domicile du colonel Jean-Pierre Wagner - Belair, Luxembourg

En février 2013, deux anciens membres de la brigade mobile de la gendarmerie, un groupe d'élite de la gendarmerie grand-ducale, sont accusés d'avoir participé aux attentats. Ben Geiben, l'ancien chef de la gendarmerie mobile comparait au procès. L'implication éventuelle de réseaux stay-behind au nom d'une stratégie de la tension a été évoquée par les avocats de ces personnes. 
Les avocats des deux gendarmes avaient affirmé fin 2013 que les investigations auraient été menées uniquement à charge, accusant les enquêteurs de vouloir à tout prix trouver "un coupable" après 30 ans d’échec.
Or, en avril 2013, un ancien membre du Service de renseignement de l'Etat luxembourgeois (SREL), André Kemmer, confesse que le SREL "aurait informé le gouvernement il y a sept ans de sa thèse concernant l'implication du réseau stay-behind". Gérard Reuter, ancien président de la Cour des comptes de Luxembourg, confirme sur RTL la thèse du SREL évoquant l'implication du réseau stay-behind, ajoutant "que la série d'attentats avait été commanditée par la CIA" et confirmant "la présence de Licio Gelli, membre du réseau Gladio, au début des années 80 au Luxembourg".  
Le Monde diplomatique de février 2016 écrit que, lors d'une enquête parlementaire spécifique menée parallèlement au procès des attentats, il a été révélé que le Service de renseignement de l'Etat du Luxembourg (SREL), « détient un enregistrement datant du début des années 2000 dans lequel le chef du gouvernement Jean-Claude Juncker discute avec le grand-duc Henri de l'implication de son frère cadet, le prince Jean, dans les attentats.